# Кельменди, Альбина
Альбина Кельменди (алб. Albina Kelmendi, род. 27 января 1998, Пея, Косово и Метохия, СР Югославия) — косовско-албанская певица и автор песен. Она прославилась после того, как заняла второе место в четвёртой серии "Voice of Albania" ("Голоса Албании") в 2014 году. Представительница со своей семьёй Албании на конкурсе песни Евровидение 2023 с песней "Duje" ("Люби"), заняли 22 место.

## Ранняя жизнь
Альбина Кельменди родилась в городе Пея, Косово (тогда входившем в состав Бывшей Югославии). Она училась игре на кларнете и фортепиано в музыкальной школе имени Халита Касаполли в своем родном городе и начала выступать вместе со своей семьёй под названием Family Band.

## Карьера

### 2014—2021:The Voice of Albaniaи Top Fest
В 2014 году она прошла прослушивание для "Voice of Albania" ("Голоса Албании"). Получив по очереди кресло от всех четырех тренеров, она присоединилась к команде Эльзы Лилы. Она заняла второе место в сезоне.
| Раунд                | Песня                            | Оригинальный исполнитель (исполнители) | Результат                             |
| -------------------- | -------------------------------- | -------------------------------------- | ------------------------------------- |
| Слепые прослушивания | "Something's Got a Hold on Me"   | Этта Джеймс                            | Присоединившаяся к команде Эльзы Лилы |
| Поединки             | "Run Baby Run"                   | Шерил Крон                             | Победила Нильсу Хиси                  |
| Нокауты              | "Suus"                           | Рона Нишлиу                            | Победила Джейни Мемликай              |
| Живые выступления    | "Tomlin e nanës"                 | Jericho                                |                                       |
| Живые выступления    | "Serenata e Shubertit"           | Фредерик Ндочи                         |                                       |
| Живые выступления    | "All for Love"                   | Брайан Адамс, Род Стюарт, Sting        | В команде Эльзы Лилы                  |
| Полуфинал            | "It's a Man's Man's Man's World" | Джеймс Браун                           |                                       |
| Финал                | "Zgjohu"                         | Jericho                                |                                       |
| "Unchain My Heart"   | Рэй Чарльз                       |                                        |                                       |
| "Tomlin e nanës"     | Jericho                          | С Jericho                              |                                       |

В следующем году она приняла участие в двенадцатом выпуске Top Fest, где представила песню "Nuk ka ma mire".

### С 2022: Nana loke, Festivali i Këngës и конкурс песни Евровидение
В июне 2022 года Альбина Кельменди выпустила свой дебютный альбом Nana loke. В декабре того же года она и пять членов её семьи приняли участие в Festivali i Këngës 61, где они представили песню "Duje". Заняв второе место в финальный вечер, результат которого был определен жюри, общественное голосование выбрало её представителем Албании на конкурсе песни "Евровидение-2023" в Ливерпуле, Великобритания.

## Дискография

### Студийные альбомы
| Название  | Подробно                                         |
| --------- | ------------------------------------------------ |
| Nana loke | - Выпущен: 25 июня 2022 - Лейбл: Fole Publishing |

### Синглы
| Название                                   | Год  | Альбом            |
| ------------------------------------------ | ---- | ----------------- |
| "Ëndrrën mos ma merr"                      | 2015 | Сингл без альбома |
| "Hera e parë"                              | 2016 | Сингл без альбома |
| "Denim" (с Sinan Vllasaliu)                | 2018 | Сингл без альбома |
| "Shko"                                     | 2020 | Сингл без альбома |
| "Një takim" (с Taulant Bajraliu)           | 2020 | Сингл без альбома |
| "Ishim"                                    | 2020 | Сингл без альбома |
| "Mos më lini vet"                          | 2020 | Сингл без альбома |
| "Ta fali zemra"                            | 2020 | Сингл без альбома |
| "Vjet e mija po kalojn"                    | 2020 | Сингл без альбома |
| "Hallakam" (с Labinot Tahiri)              | 2020 | Сингл без альбома |
| "Ç'ka don tash prej meje" (с Ymer Bajrami) | 2020 | Сингл без альбома |
| "Mirazh"                                   | 2021 | Сингл без альбома |
| "Kur ta ktheva Kosovë shpinën"             | 2021 | Сингл без альбома |
| "Vullkan"                                  | 2021 | Сингл без альбома |
| "Zot mos e bo"                             | 2021 | Сингл без альбома |
| "E kom prej teje"                          | 2021 | Сингл без альбома |
| "Pa mu"                                    | 2021 | Сингл без альбома |
| "Çikë e bukur"                             | 2021 | Сингл без альбома |
| "Moj e mira te pojata"                     | 2021 | Сингл без альбома |
| "Jetoj me shpresë"                         | 2022 | Сингл без альбома |
| "Nanë moj kom gabu"                        | 2022 | Сингл без альбома |
| "Sytë e tu"                                | 2022 | Сингл без альбома |
| "Duje"                                     | 2022 | Сингл без альбома |

## Комментарии
1. ↑  Записано как Альбина и семья Кельменди.